# Eumenogaster haemacera
Eumenogaster haemacera là một loài bướm đêm thuộc phân họ Arctiinae, họ Erebidae.